# メチルエチルケトン
メチルエチルケトン（methyl ethyl ketone、MEK）は、ケトンに分類される有機溶媒の一種。IUPAC命名法では 2-ブタノン (2-butanone) と表される。消防法による危険物（第四類 引火性液体、第一石油類（非水溶性液体）（指定数量：200L））に指定されている。引火点 −9 ℃、沸点 79.5 ℃、発火点 404 ℃。無色の液体で、特異な匂いがある。水にわずかに溶けるが、水との混合物は均一な外観を維持しない。塗料溶剤や合成樹脂の原料となる。
毒物及び劇物取締法により劇物に指定されている。

## 合成
ブテンに水を付加して得られる2-ブタノールを原料に、銅亜鉛触媒を用いて脱水素することで生産される。メチルエチルケトンの 2016年度日本国内生産量は 235,436t である。

## その他
メチルエチルケトンで輸送事故が生じた場合は厚生労働省の通知「毒物および劇物の事故時における応急措置に関する基準」に従う必要がある。例えば、応急措置として以下のような作業を勧めている。
「漏洩した液が少量の場合は土砂等に吸収させて空容器に回収する。 多量の場合は、土砂等でその流れをせき止め液の表面を泡で覆いできるだけ空容器に回収する。」